# 丹尼尔·高尔曼
丹尼尔·高尔曼（英語：Daniel Goleman，1946年3月7日—），美国著名作家兼心理学家，哈佛大學的心理學博士，曾任教於哈佛大學，主要研究行為與腦科學的領域。
近十二年來，他為《紐約時報》撰稿，報導有關大腦和行為科學。 丹尼尔·高尔曼同時是「組織EQ研究協會」的聯合主席，曾獲美国心理学会（APA）最高榮譽獎項，並曾兩次獲得普利策奖提名。他1995年出版的著作《情商》一書，在《紐約時報》暢銷書排行榜上長達一年半之久，此著作並以40種語言在全球推出，其40種語言翻譯本也是許多國家的暢銷書。

## 学术成就
- 情商（EQ）——人类最重要的生存能力

## 主要著作
- 《EQ》（Emotional Intelligence），1995年. 　 ISBN 9781408806197
- 《Focus: The Hidden Driver of Excellence》，2014年.　ISBN　9780062114969
- 《The Emotionally Intelligent Leader》，2019年.　ISBN　9781633697331
- 《HBR's 10 Must Reads on Career Resilience》，2021年.　ISBN 9781647820596